# Franz Xaver Haberl

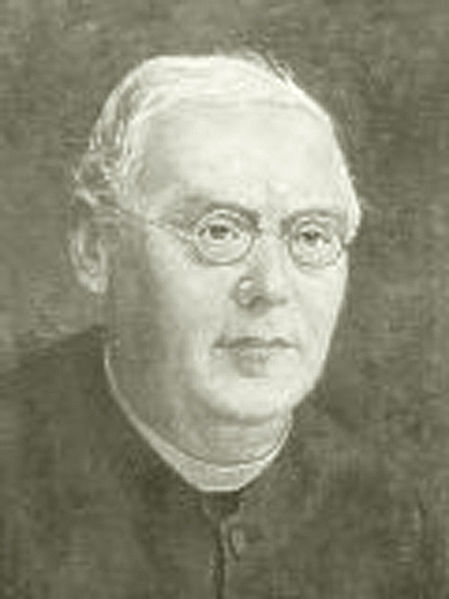
Franz Xaver Haberl.

Franz Xaver Haberl, född den 12 april 1840 i Niederbayern, död den 5 september 1910 i Regensburg, var en tysk musiklärd.
Haberl var domkapellmästare i Regensburg 1871–1882, där han 1874 upprättade en berömd kyrkomusikskola. Haberl var en av de främsta kännarna av den romersk-katolska kyrkomusikens historia och utgav bland annat Magister choralis (1864; 12:e upplagan 1899), Cäcilienkalender (1876–1885, sedan "Kirchenmusikalisches Jahrbuch"), Bausteine für Musikgeschichte, I. Wilhelm du Fay (1886), II. Bibliographischer und thematischer Musikkatalog des päpstlichen Kapellarchives (1888) och Die römische "Schola cantorum" (samma år), varjämte han fortsatte från 1872 utgivandet av samlingen "Musica divina", från 1888 av tidskriften "Musica sacra" och efter 1879 av den stora Palestrinaupplagan (band 10–33). Haberl utsågs 1899 till president för Cäcilienverein och redigerade dess organ. Han blev 1889 teologie hedersdoktor i Würzburg.